# 빈홈
빈홈(Vinhomes)은 베트남에서 가장 큰 상업용 부동산 개발업체다. 빈그룹의 자회사로 설립된 이 회사는 2018년에 기업공개되었고 주식의 10%가 기업공개되었다. 거래 첫날 이후 이미 모기업인 빈그룹에 이어 베트남에서 두 번째로 큰 공기업이었다.
빈홈은 베트남 전역의 40개 도시에서 부동산을 개발하며 베트남에 1만6000ha(62mqmi)의 토지를 소유하고 있다. 또한 빈홈은 베트남에서 가장 높은 건물인 랜드마크 81의 소유자다. 

## 같이 보기
- 빈그룹
- 빈펄